# Sylvicola dolorosus
Sylvicola dolorosus är en tvåvingeart som först beskrevs av Samuel Wendell Williston  1896.  Sylvicola dolorosus ingår i släktet Sylvicola och familjen fönstermyggor. Inga underarter finns listade i Catalogue of Life.